# Elecciones presidenciales de Argentina de 1931
Las elecciones presidenciales de Argentina de 1931 fueron organizadas por la dictadura encabezada por el general José Félix Uriburu, impuesta mediante un golpe de Estado que derrocó al gobierno constitucional democrático de Hipólito Yrigoyen el 6 de septiembre del año anterior.  Las elecciones se realizaron con la Unión Cívica Radical proscripta de hecho, y con un notorio fraude electoral, defendido por sus autores como «fraude patriótico». La dictadura declaró como ganador al general Agustín P. Justo, acompañado como vicepresidente por Julio Argentino Roca (hijo), candidatos de una coalición radical-conservadora-socialista llamada Concordancia, formada por la Unión Cívica Radical Antipersonalista, el Partido Demócrata Nacional y el Partido Socialista Independiente. El período iniciado con el golpe de Estado de 1930 y finalizado con la Revolución del 43, es conocido como la Década Infame.
En las elecciones de 1931 no se reconocía aún el derecho a votar y ser votadas de las mujeres, ni de los habitantes de los diez territorios nacionales entonces existentes. La elección del presidente y vicepresidente, por mandato de la Constitución de 1853 debía realizarse en forma indirecta y por separado, delegando la elección final de cada uno, en colegios electorales provinciales (catorce provincias y la Capital Federal) integrados por representantes elegidos en la elección primaria, por el sistema de lista incompleta, correspondiendo dos tercios al ganador y un tercio a la segunda fuerza, en cada distrito electoral.

## Antecedentes

### Golpe de Estado de 1930
El presidente Hipólito Yrigoyen, de la Unión Cívica Radical (UCR), había llegado por primera vez al poder en 1916, como consecuencia de la celebración de las primeras elecciones libres del país, deponiendo formalmente al régimen conservador que gobernaba la Argentina desde 1874. El primer gobierno elegido por sufragio, sin embargo, se vio ensuciado por las acusaciones contra Yrigoyen de ejercer un mandato autocrático, con la intervención federal continuada de provincias. Además, se ganó la enemistad de varios empresarios por su apoyo a YPF, empresa petrolera estatal fundada en 1922. Tras su primer gobierno, concluido ese mismo año con las elecciones de 1922, asumió la presidencia Marcelo Torcuato de Alvear, iniciando una división dentro del radicalismo entre Yrigoyenistas y Antipersonalistas. Estos últimos, liderados por Alvear, criticaban a Yirogyen por considerarlo personalista y desviado de los objetivos democráticos del radicalismo. En las elecciones de 1928, Yrigoyen se presentó para un segundo mandato y fue elegido con casi el 62% de los votos. Sin embargo, durante su segundo gobierno debió enfrentarse a la Gran Depresión, que, al afectarse la economía mundial, provocó una severa crisis económica en Argentina, dependiente del comercio exterior debido a su modelo agroexportador. En ese contexto, y tras una serie de protestas y una campaña mediática en contra del gobierno y asesinatos de opositores, el 6 de septiembre de 1930 se produjo un golpe de Estado que derrocó a Yrigoyen e instauró una dictadura militar de facto. Fue la primera interrupción exitosa del orden constitucional en el país y marcaría un largo período de golpes de estado que finalizaría en 1983.

### El "gobierno provisorio"
Tras el golpe, Uriburu, general retirado y miembro del Consejo Supremo de Guerra, se declaró "Presidente del Gobierno Provisorio". El 10 de septiembre de 1930, fue reconocido como presidente de la Nación mediante una célebre y cuestionada Acordada de la Corte Suprema de Justicia que dio origen a la doctrina de los gobiernos de facto. Uriburu estableció un régimen represivo que incluyó por primera vez la utilización sistemática de la tortura contra los opositores políticos, en particular anarquistas, comunistas y radicales yrigoyenistas, mediante la Sección de Orden Político de la Policía de la Capital, bajo el mando de Leopoldo Lugones (hijo).
Uriburu estaba muy delicado de salud (moriría tan solo unos meses después de dejar el poder) y, aunque era sobrino del expresidente José Evaristo de Uriburu, no le gustaba la política. No obstante, estableció una agenda ambiciosa, encomendando a su Ministro del Interior, Matías Sánchez Sorondo, la sustitución de la Ley Sáenz Peña de 1912 (que preveía el sufragio masculino universal y la votación secreta) con un estado de partido único corporativo, fundando un solo "Partido Nacional" (similar al Partido Autonomista Nacional que gobernó de 1874 a 1916). Al alinearse detrás del relativamente moderado Partido Demócrata Nacional, los conservadores fueron derrotados en las elecciones para la gobernación de la provincia de Buenos Aires en abril de 1931. Los resultados no sólo despertaron esperanzas para la UCR, sino que persuadió también a Uriburu de que la "reforma electoral" de Sánchez Sorondo no mantendría a los conservadores en el poder mientras la elección fuera justa.

## Candidaturas

### Concordancia
| Concordancia |                                   |                                   |
| |                                   |                                   |
| Agustín Pedro Justo | Julio A. Roca (h)                 | José Nicolás Matienzo             |
| para presidente | para vicepresidente               | para vicepresidente               |
| {{{descripción}}} | {{{descripción}}}                 | {{{descripción}}}                 |
| Ministro de Guerra (1922-1928) | Gobernador de Córdoba (1922-1925) | Ministro del Interior (1922-1923) |
| Partidos en la alianza: - Partido Demócrata Nacional - Partido Demócrata de Mendoza - Partido Demócrata de Córdoba - Partido Popular de Jujuy - Unión Cívica Radical Antipersonalista - Unión Cívica Radical Unificada - Unión Cívica Radical Bloquista - Partido Liberal de Corrientes - Defensa Provincial - Partido Socialista Independiente |                                   |                                   |
| |                                   |                                   |

El Partido Demócrata y el Partido Popular de Jujuy apoyaron la fórmula Justo-Roca, mientras que la Unión Cívica Radical Antipersonalista, la Unión Cívica Radical Unificada, la Unión Cívica Radical Bloquista, el Partido Liberal de Corrientes, Defensa Provincial y el Partido Socialista Independiente apoyaron la fórmula Justo-Matienzo.

### Alianza Civil
|                                                                              |                                                                  |
|                                                                              |                                                                  |
| Lisandro de la Torre                                                         | Nicolás Repetto                                                  |
| para presidente                                                              | para vicepresidente                                              |
| {{{descripción}}}                                                            | {{{descripción}}}                                                |
| Diputado Nacional por Santa Fe (1912-1916 y 1922-1926)                       | Diputado Nacional por la Capital Federal (1913-1923 y 1926-1930) |
| Partidos en la alianza: - Partido Demócrata Progresista - Partido Socialista |                                                                  |

### Unión Cívica Radical Independiente
|                                                               |                                          |
| Francisco Barroetaveña                                        | José Nicolás Matienzo                    |
| para presidente                                               | para vicepresidente                      |
| {{{descripción}}}                                             | {{{descripción}}}                        |
| Abogado                                                       | Senador nacional por Tucumán (1932-1936) |
| Candidatura apoyada por: - Unión Cívica Radical Independiente |                                          |

## Organización y campaña
Ante el fracaso del proyecto corporativista, Uriburu decidió establecer un sistema fraudulento que perpetuara a los conservadores al poder. De ese modo anunció una pronta salida electoral. La UCR eligió a Marcelo Torcuato de Alvear para liderar el partido antes de las elecciones de noviembre de 1931. Hijo de una de las familias tradicionales argentinas y presidente de 1922 a 1928, la alianza de Alvear con Yrigoyen se agrió al desafiar el culto a la personalidad de este último (de ahí su creación de la Unión Cívica Radical Antipersonalista). El experimentado Alvear, sin embargo, tuvo cuidado de hablar mal del todavía popular Yrigoyen al nombrar al ex gobernador de la provincia de Salta Adolfo Güemes (un fiel partidario de Yrigoyen) como su compañero de fórmula. Frente a una UCR recuperada y casi unificada, el presidente Uriburu prescindió de su compromiso anterior de restaurar el orden constitucional y anular las elecciones en la provincia de Buenos Aires. También promovió la creación de la Legión Cívica Argentina, una organización armada de ideario fascista, encargada de intimidar a la oposición.
El establecimiento de la llamada Junta Renovadora por parte de Alvear el 20 de julio le sirvieron a Uriburu como excusa para proscribirlo de participar en la elección y deportarlo del país. Privados de su candidato, la UCR boicoteó la elección, aunque los comités del partido en varias provincias participaron de modo extraoficial. Por otro lado, el apoyo del senador de la UCR Leopoldo Melo (el líder de la facción anti-Yrigoyen del partido) y de Uriburu por el general retirado Agustín P. Justo como candidato dio lugar a la Concordancia. Esta nueva alianza conservadora atendió el sabio consejo de Uriburu durante su convención de nominación, esquivando a los terratenientes imponentes en favor de Justo, que había sido el ministro de Guerra del Presidente Alvear en la década de 1920. Ellos eligieron al ex gobernador de Córdoba, Julio Argentino Pascual Roca, como su compañero de fórmula. Roca, hijo del difunto líder del PAN, Julio Argentino Roca, había dirigido también el Partido Demócrata de Córdoba
El Partido Demócrata Progresista (PDP), conocido por su plataforma anticorrupción, nombró al senador Lisandro de la Torre, quien también obtuvo el respaldo del Partido Socialista, un partido en busca de liderazgo tras el fallecimiento de Juan B. Justo, en 1928. Sin embargo, la alianza alienó a los conservadores del PDP, quien en su lugar apoyó al envejecido Francisco A. Barroetaveña, un exsenador que corrió en una limitada candidatura de la UCR en su Provincia de Entre Ríos. Barroetaveña, que ayudó a fundar la UCR en 1892, rompió con Yrigoyen durante la década de 1920 y esperaba reunir a los partidarios exiliados de Alvear detrás de él.

## Resultados
| Fórmula                | Fórmula                      | Partido                   | Partido                                         | Partido                                    | Partido                                    | Voto popular | Voto popular | Voto electoral | Voto electoral |
| Presidente             | Vicepresidente               | Partido                   | Partido                                         | Partido                                    | Partido                                    | Votos        | %            | Votos          | %              |
| ---------------------- | ---------------------------- | ------------------------- | ----------------------------------------------- | ------------------------------------------ | ------------------------------------------ | ------------ | ------------ | -------------- | -------------- |
| Agustín Pedro Justo    | Julio Argentino Pascual Roca |                           |                                                 |                                            | Partido Demócrata Nacional                 | 508.271      | 36,13        | 157            | 41,75          |
| Agustín Pedro Justo    | Julio Argentino Pascual Roca |                           | Lista Única                                     | 126.392                                    | 8,98                                       | 22           | 5,85         |                |                |
| Agustín Pedro Justo    | Julio Argentino Pascual Roca |                           | PDN - Liberal Pactista - UCR Antipersonalista   | 28.835                                     | 2,05                                       | 12           | 3,19         |                |                |
| Agustín Pedro Justo    | Julio Argentino Pascual Roca |                           | Partido Popular                                 | 9.246                                      | 0,66                                       | 6            | 1,60         |                |                |
| Agustín Pedro Justo    | Julio Argentino Pascual Roca | Total Justo-Roca          | Total Justo-Roca                                | Total Justo-Roca                           | 672.744                                    | 47,82        | 197          | 52,39          |                |
| Agustín Pedro Justo    | José Nicolás Matienzo        |                           |                                                 | Unión Cívica Radical Antipersonalista      | 50.801                                     | 3,61         | 7            | 1,86           |                |
| Agustín Pedro Justo    | José Nicolás Matienzo        |                           | Partido Socialista Independiente                | 37.788                                     | 2,68                                       | 3            | 0,80         |                |                |
| Agustín Pedro Justo    | José Nicolás Matienzo        |                           | Unión Cívica Radical Unificada                  | 28.343                                     | 2,01                                       | 11           | 2,92         |                |                |
| Agustín Pedro Justo    | José Nicolás Matienzo        |                           | Partido Liberal de Corrientes                   | 27.139                                     | 1,93                                       | 6            | 1,60         |                |                |
| Agustín Pedro Justo    | José Nicolás Matienzo        |                           | Defensa Provincial                              | 22.195                                     | 1,58                                       | 6            | 1,60         |                |                |
| Agustín Pedro Justo    | José Nicolás Matienzo        |                           | Unión Cívica Radical Bloquista                  | 20.910                                     | 1,49                                       | 7            | 1,86         |                |                |
| Agustín Pedro Justo    | José Nicolás Matienzo        |                           | UCR Antipersonalista - Socialista Independiente | 2.498                                      | 0,18                                       |              |              |                |                |
| Agustín Pedro Justo    | José Nicolás Matienzo        |                           | Partido Liberal de San Juan                     | 1.976                                      | 0,14                                       |              |              |                |                |
| Agustín Pedro Justo    | José Nicolás Matienzo        | Total Justo-Matienzo      | Total Justo-Matienzo                            | Total Justo-Matienzo                       | 191.650                                    | 13,62        | 40           | 10,64          |                |
| Agustín Pedro Justo    | José Nicolás Matienzo        | Total Concordancia        | Total Concordancia                              | Total Concordancia                         | Total Concordancia                         | 864.394      | 61,44        | 237            | 63,03          |
| Lisandro de la Torre   | Nicolás Repetto              |                           | Alianza Demócrata Progresista - Socialista      | Alianza Demócrata Progresista - Socialista | Alianza Demócrata Progresista - Socialista | 487.584      | 34,66        | 124            | 32,98          |
| Francisco Barroetaveña | José Nicolás Matienzo        |                           | Unión Cívica Radical Independiente              | Unión Cívica Radical Independiente         | Unión Cívica Radical Independiente         | 41.474       | 2,95         | 15             | 3,99           |
| Genaro Giacobini       | Héctor González              |                           | Partido Salud Pública                           | Partido Salud Pública                      | Partido Salud Pública                      | 4.507        | 0,32         |                |                |
| No presentó candidatos |                              | Unión Nacional Agraria    | Unión Nacional Agraria                          | Unión Nacional Agraria                     | 4.223                                      | 0,30         |              |                |                |
| No presentó candidatos |                              | Partido Reformista        | Partido Reformista                              | Partido Reformista                         | 4.163                                      | 0,30         |              |                |                |
| No presentó candidatos |                              | Partido Liberal Disidente | Partido Liberal Disidente                       | Partido Liberal Disidente                  | 532                                        | 0,04         |              |                |                |
| Votos positivos        | Votos positivos              | Votos positivos           | Votos positivos                                 | Votos positivos                            | Votos positivos                            | 1.406.877    | 90,07        |                |                |
| Votos en blanco        | Votos en blanco              | Votos en blanco           | Votos en blanco                                 | Votos en blanco                            | Votos en blanco                            | 79.333       | 5,08         |                |                |
| Diferencia de actas    | Diferencia de actas          | Diferencia de actas       | Diferencia de actas                             | Diferencia de actas                        | Diferencia de actas                        | 75.823       | 4,85         |                |                |
| Participación          | Participación                | Participación             | Participación                                   | Participación                              | Participación                              | 1.562.033    | 73,80        |                |                |
| Electores registrados  | Electores registrados        | Electores registrados     | Electores registrados                           | Electores registrados                      | Electores registrados                      | 2.116.552    | 100          |                |                |
| Fuente:                |                              |                           |                                                 |                                            |                                            |              |              |                |                |
| Notas: 1.              |                              |                           |                                                 |                                            |                                            |              |              |                |                |

### Resultados por distrito
|                     |     | Justo/Roca-Matienzo (Concordancia) | Justo/Roca-Matienzo (Concordancia) | Justo/Roca-Matienzo (Concordancia) | de la Torre/Repetto (Alianza) | de la Torre/Repetto (Alianza) | de la Torre/Repetto (Alianza) | Otros partidos | Otros partidos | Otros partidos | Blancos/Dif. | Blancos/Dif. | Participación | Participación | Registrados |
| Provincia           | El. | Votos                              | %                                  | El.                                | Votos                         | %                             | El.                           | Votos          | %              | El.            | Votos        | %            | Votos         | %             | Registrados |
| ------------------- | --- | ---------------------------------- | ---------------------------------- | ---------------------------------- | ----------------------------- | ----------------------------- | ----------------------------- | -------------- | -------------- | -------------- | ------------ | ------------ | ------------- | ------------- | ----------- |
| Buenos Aires        | 88  | 232.687                            | 64,97                              | 59                                 | 124.365                       | 34,73                         | 29                            | 1.129          | 0,32           | —              | 29.735       | 7,67         | 387.857       | 66,27         | 585.277     |
| Capital Federal     | 68  | 126.392                            | 42,68                              | 22                                 | 166.358                       | 56,18                         | 46                            | 3.378          | 1,14           | —              | 28.997       | 8,92         | 325.103       | 86,90         | 374.130     |
| Catamarca           | 8   | 18.900                             | 96,94                              | 8                                  | 605                           | 3,10                          | —                             | —              | —              | —              | 1.620        | 7,67         | 21.117        | 81,64         | 25.866      |
| Córdoba             | 34  | 94.554                             | 73,74                              | 23                                 | 28.945                        | 22,57                         | 11                            | 4.755          | 3,71           | —              | 15.769       | 10,95        | 144.000       | 60,69         | 237.273     |
| Corrientes          | 18  | 55.992                             | 91,81                              | 18                                 | 5.013                         | 8,22                          | —                             | —              | —              | —              | 5.323        | 8,03         | 66.310        | 70,83         | 93.619      |
| Entre Ríos          | 22  | 31.795                             | 35,23                              | 7                                  | 16.983                        | 18,82                         | —                             | 41.474         | 45,96          | 15             | 16.177       | 15,20        | 106.422       | 78,36         | 135.803     |
| Jujuy               | 8   | 11.399                             | 81,82                              | 6                                  | 2.539                         | 18,22                         | 2                             | —              | —              | —              | 895          | 6,04         | 14.827        | 75,64         | 19.602      |
| La Rioja            | 8   | 12.570                             | 92,99                              | 8                                  | 955                           | 7,07                          | —                             | —              | —              | —              | 831          | 5,79         | 14.348        | 77,12         | 18.604      |
| Mendoza             | 16  | 28.306                             | 73,43                              | 11                                 | 10.251                        | 26,59                         | 5                             | —              | —              | —              | 4.438        | 10,32        | 42.984        | 71,80         | 59.863      |
| Salta               | 10  | 22.546                             | 85,47                              | 10                                 | 3.843                         | 14,57                         | —                             | —              | —              | —              | 4.177        | 13,67        | 30.556        | 70,54         | 43.315      |
| San Juan            | 10  | 29.764                             | 87,53                              | 10                                 | 4.250                         | 12,50                         | —                             | —              | —              | —              | 0            | 0,00         | 34.004        | 90,26         | 37.672      |
| San Luis            | 10  | 12.390                             | 75,34                              | 7                                  | 4.063                         | 24,71                         | 3                             | —              | —              | —              | 2.077        | 11,21        | 18.523        | 56,23         | 32.942      |
| Santa Fe            | 42  | 86.449                             | 46,47                              | 14                                 | 99.600                        | 53,54                         | 28                            | —              | —              | —              | 21.075       | 10,18        | 207.110       | 79,22         | 261.447     |
| Santiago del Estero | 16  | 50.780                             | 85,96                              | 16                                 | 4.145                         | 7,02                          | —                             | 4.163          | 7,05           | —              | 6.449        | 9,84         | 65.521        | 76,26         | 85.919      |
| Tucumán             | 18  | 50.107                             | 76,20                              | 18                                 | 15.669                        | 23,83                         | —                             | —              | —              | —              | 17.593       | 21,11        | 83.351        | 79,22         | 105.220     |
| Total               | 376 | 864.631                            | 61,46                              | 237                                | 487.584                       | 34,66                         | 124                           | 54.899         | 3,90           | 15             | 155.156      | 9,93         | 1.562.033     | 73,80         | 2.116.552   |

## Resultados del Colegio Electoral
Los colegios electorales se reunieron el 30 de enero de 1932, en cada una de las capitales provinciales y en la Ciudad de Buenos Aires.
En última instancia, la intimidación de los votantes y las irregularidades generalizadas ayudaron a dar a la Concordancia una victoria considerable en la noche de la elección. El colegio electoral, que contó separadamente a la Lista Única de los conservadores, estaba mucho más dividido: 135 para Justo, 124 para de la Torre y 117 para los numerosos boletos UCR que desafiaron el boicot de Alvear-Barroetaveña). Como la mayoría de estos boletos de la UCR fueron liderados por figuras conservadoras opuestas al senador de la Torre, la mayoría de sus 117 electores le entregaron a Justo la Presidencia.
El 16 de febrero de 1932 la Asamblea Legislativa, la Cámara de Diputados y el Senado, dio la aprobación definitiva de las elecciones.
| Candidato a Presidente | Candidato a Presidente | Partido                               | Votos Electorales |
| ---------------------- | ---------------------- | ------------------------------------- | ----------------- |
|                        | Agustín Pedro Justo    | Unión Cívica Radical Antipersonalista | 237               |
|                        | Lisandro de la Torre   | Partido Demócrata Progresista         | 122               |
|                        | Francisco Barroetaveña | Unión Cívica Radical Independiente    | 12                |
| Total de votos         | Total de votos         | Total de votos                        | 371               |
| No votaron             | No votaron             | No votaron                            | 5                 |
| Total de electores     | Total de electores     | Total de electores                    | 376               |

| Candidato a Vicepresidente | Candidato a Vicepresidente   | Partido                               | Votos Electorales |
| -------------------------- | ---------------------------- | ------------------------------------- | ----------------- |
|                            | Julio Argentino Pascual Roca | Partido Demócrata Nacional            | 196               |
|                            | Nicolás Repetto              | Partido Socialista                    | 122               |
|                            | José Nicolás Matienzo        | Unión Cívica Radical Antipersonalista | 53                |
| Total de votos             | Total de votos               | Total de votos                        | 371               |
| No votaron                 | No votaron                   | No votaron                            | 5                 |
| Total de electores         | Total de electores           | Total de electores                    | 376               |

### Resultados por provincia
| Provincia           | Presidente | Presidente  | Presidente   |      | Vicepresidente | Vicepresidente | Vicepresidente |  | No votaron |
| Provincia           | Justo      | de la Torre | Barroetaveña | Roca | Repetto        | Matienzo       |                |  | No votaron |
| ------------------- | ---------- | ----------- | ------------ | ---- | -------------- | -------------- | -------------- |  | ---------- |
| Buenos Aires        | 59         | 29          |              |      | 59             | 29             |                |  |            |
| Capital Federal     | 22         | 46          |              | 22   | 46             |                |                |  |            |
| Catamarca           | 8          |             |              | 2    |                | 6              |                |  |            |
| Córdoba             | 23         | 10          |              | 23   | 10             |                | 1              |  |            |
| Corrientes          | 18         |             |              | 13   |                | 5              |                |  |            |
| Entre Ríos          | 7          |             | 12           | 7    |                | 12             | 3              |  |            |
| Jujuy               | 6          | 2           |              | 6    | 2              |                |                |  |            |
| La Rioja            | 8          |             |              | 8    |                |                |                |  |            |
| Mendoza             | 11         | 4           |              | 11   | 4              |                | 1              |  |            |
| Salta               | 10         |             |              | 7    |                | 3              |                |  |            |
| San Juan            | 10         |             |              |      |                | 10             |                |  |            |
| San Luis            | 7          | 3           |              | 7    | 3              |                |                |  |            |
| Santa Fe            | 14         | 28          |              | 14   | 28             |                |                |  |            |
| Santiago del Estero | 16         |             |              | 5    |                | 11             |                |  |            |
| Tucumán             | 18         |             |              | 12   |                | 6              |                |  |            |
| Total               | 237        | 122         | 12           |      | 196            | 122            | 53             |  | 5          |
| Fuentes:            |            |             |              |      |                |                |                |  |            |

## Galería

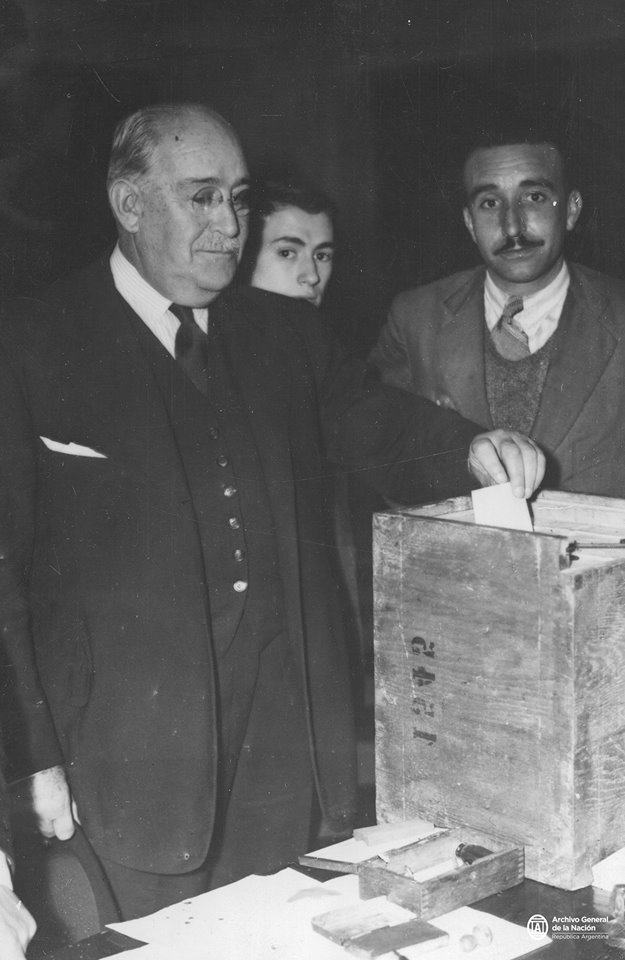
Agustín P. Justo votando.
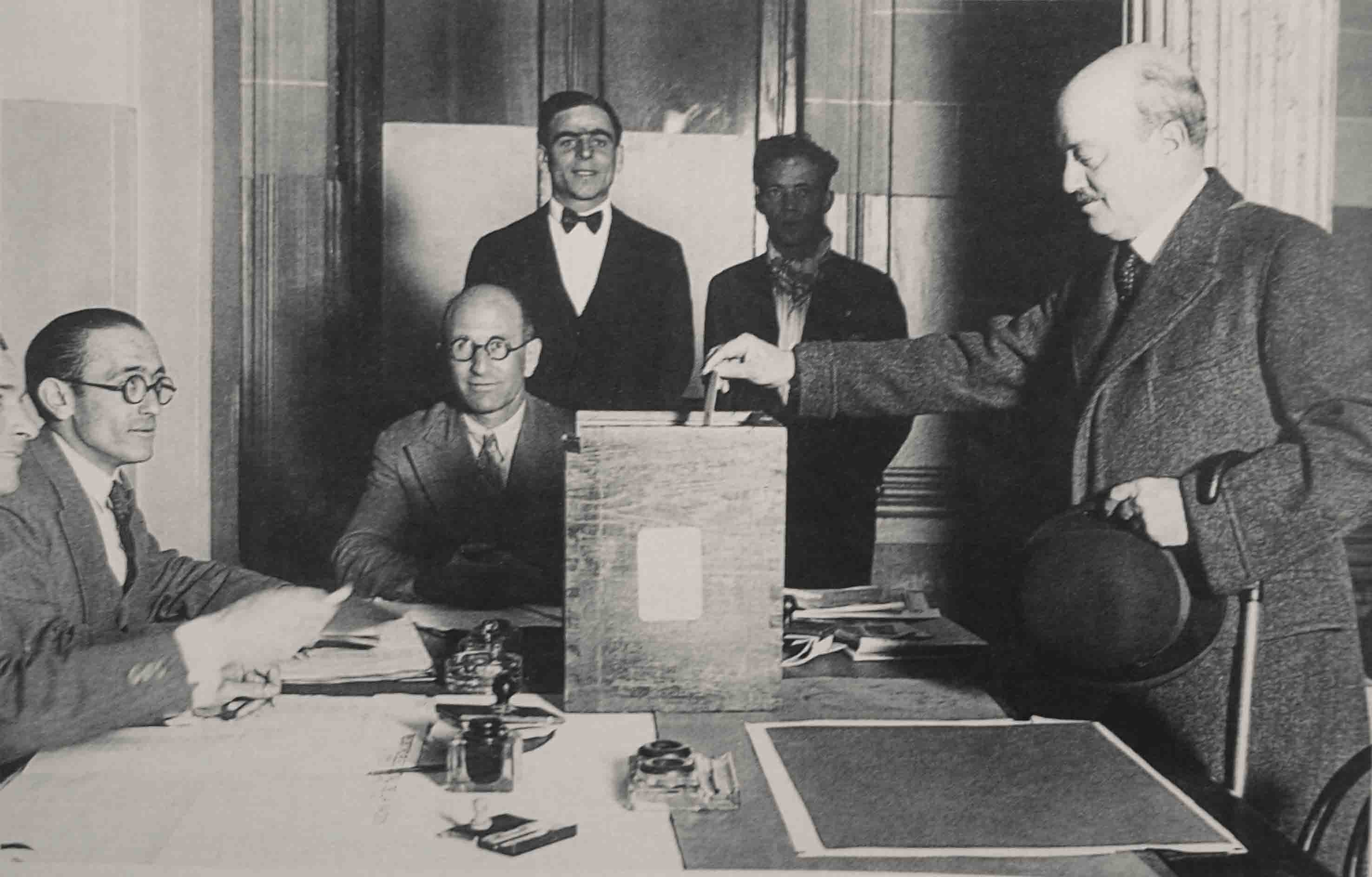
Julio Argentino Roca (hijo) votando.
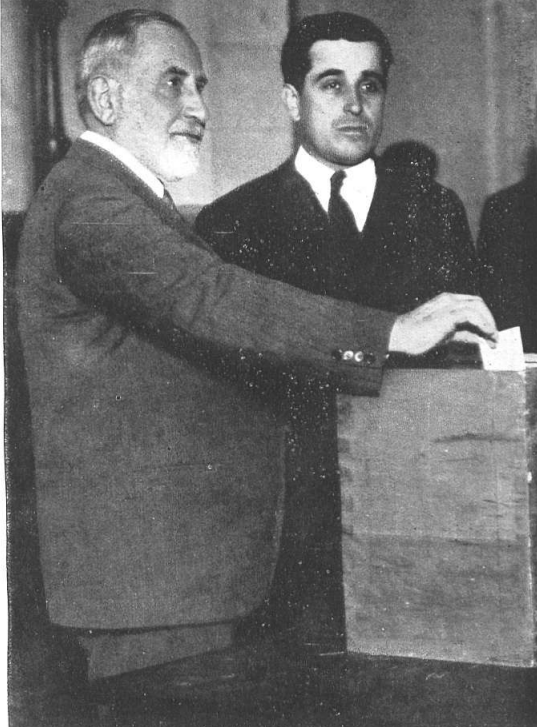
Lisandro De La Torre votando.
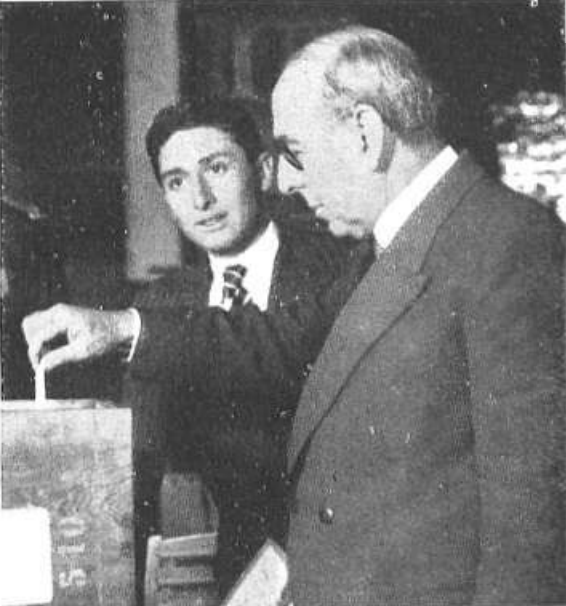
Nicolás Repetto votando.
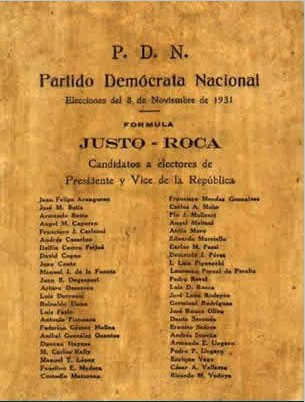
Boleta electoral de la fórmula Justo-Roca.
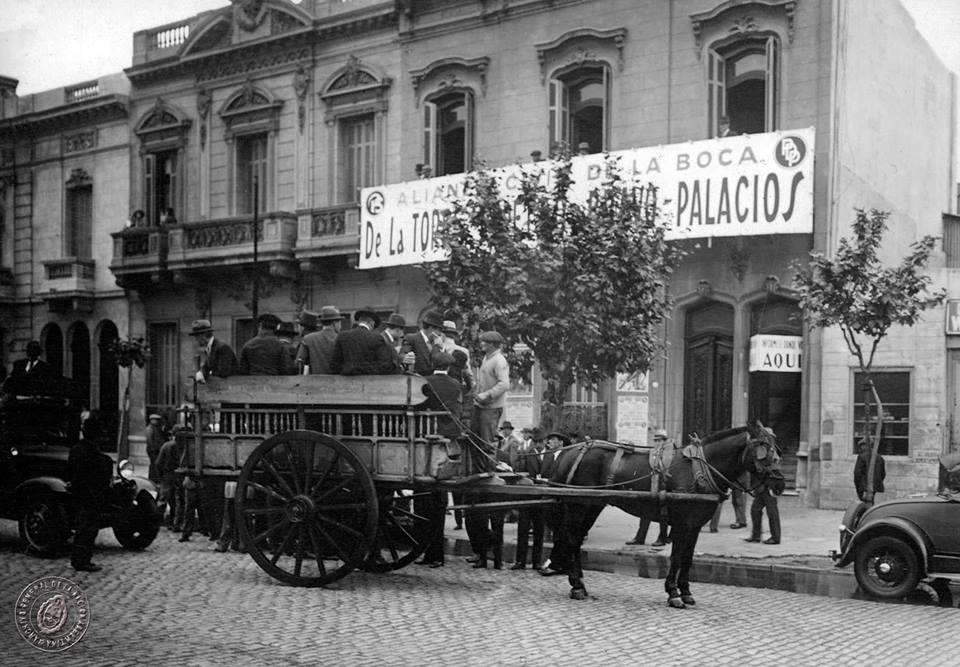
Votantes del barrio de La Boca conducidos en carros a los comicios.
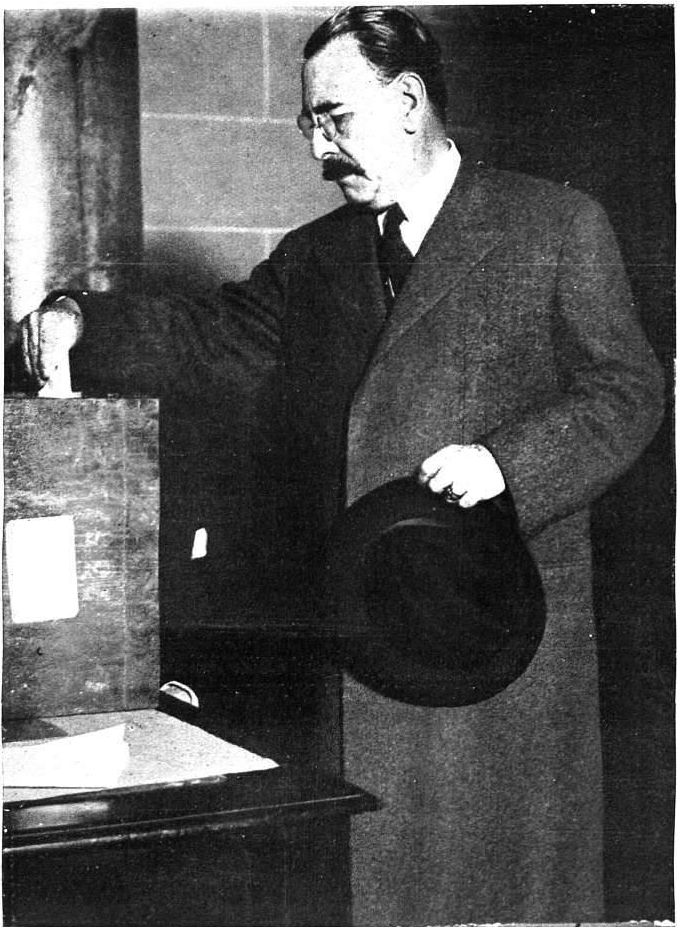
José Félix Uriburu, presidente de facto de la Argentina cuando se realizaron estas elecciones, emite su voto.